# Phyllomys lamarum
Phyllomys lamarum är en däggdjursart som först beskrevs av Thomas 1916.  Phyllomys lamarum ingår i släktet Phyllomys och familjen lansråttor. Inga underarter finns listade i Catalogue of Life.
Denna gnagare förekommer i östra Brasilien nära kusten. Den lever i delvis lövfällande skogar och besöker angränsande biotop.